# Омар Алі Сайфуддін III
Омар Алі Сайфуддін III (23 вересня 1914, Бандар-Сері-Бегаван, Бруней — 7 вересня 1986, Бандар-Сері-Бегаван, Бруней) — 29-й султан Брунею з 1950 до 1967 року.
З 1947 був членом державної ради.
1967 року передав царювання сину Хассаналу Болкіаху.
Також був першим міністром оборони Брунею у 1984–1986 роках.